# Teoria dos papéis organizacionais

## A Teoria dos papéis organizacionais[1]
É uma perspectiva na sociologia e na psicologia social, E considera que o comportamento humano é um reflexo das expectativas que possuímos dos outros e de nós, que os indivíduos se comportam de uma maneira previsível com base em sua posição social, atividades diárias, cargos, entre outros. Cada papel social é um conjunto de normas, expectativas, direitos e comportamentos que os indivíduos precisam assumir e cumprir.
A Teoria dos papéis afirma que para mudar o comportamento dos indivíduos, o necessário é mudar os papéis que possuem diariamente. Os papéis organizacionais influenciam fortemente nas atitudes, no comportamento e nas crenças do indivíduo, pois os indivíduos alteram suas crenças para se adequar ao papel que lhe foi designado. A Teoria dos papéis organizacionais tornou-se mais conhecido das obras e discursos sociológicos de George Herbert Mead, Talcott Parsons, Jacob L. Moreno e Ralph Linton. A Teoria do Papel é considerada por muitos autores como o ponto de ligação entre a relação indivíduo e sociedade junto à filosofia, antropologia, sociologia e psicologia.
Dependendo da perspectiva geral da tradição teórica, há muitos  tipos  de teorias dos papéis. A teoria postula as seguintes proposições sobre o comportamento social:
- A divisão do trabalho na sociedade assume a forma de interação entre muitas posições heterogêneas especializadas que podemos chamar de papéis ;
- Os papéis sociais como "apropriado" e "permitido" correspondem a formas de comportamento, guiado por normas sociais , que são comumente conhecidas e, portanto, determinam expectativas;
- Os papéis são ocupados por indivíduos, que são chamados de " atores ";
- Quando os indivíduos aprovam um papel social (ou seja, consideram o papel " legítimo " e " construtivo "), eles vão incorrer em custos para se conformar às normas e também irá incorrer em custos para punir aqueles que violam as normas;
- Condições trocadas podem render um papel social desatualizado ou ilegítimo, caso as pressões sociais sejam susceptíveis de levar à alteração da função do papel;
- A antecipação de recompensas e punições , bem como a satisfação de se comportar de uma forma pró-social, explica por que os agentes estão em conformidade com os requisitos do papel.[2]

### Papéis Culturais
Diferentes culturas têm diferentes expectativas culturais. Adaptar-se a um novo país, muitas vezes requer mudança de atitudes e comportamentos a longo detidos, não é uma tarefa fácil. Mais especificamente, a cultura influencia grandemente os homens e mulheres o papel de dentro de uma sociedade. Estas mudanças culturais são afetados por conflitos políticos e sociais como por exemplo os movimentos culturais, Romantismo, Neoclassicismo, Humanismo, Modernismo, Pós-modernismo entre outros.

### Expectativas dos Papéis[5]
A expectativa dos papéis podem mudar e entrar em conflito caso o sujeito desempenhe múltiplos papéis dentro da profissão de jornalista (redator, fotógrafo, editor, cinegrafista, revisor, repórter etc) e fora do trabalho desempenha outros papéis, (esposo, amigo, filho, irmão, vizinho). O sexo e a faixa etária são ativos nas interações sociais, pois influenciam o papel ocupacional.
Essas expectativas podem variar de 3 formas:
- 1 Grau de generalização: o comportamento pode ser definido de forma imprecisa ou precisa. No jornalismo, o sujeito pode introduzir parte da própria personalidade;
- 2 Expectativas relacionam-se com a personalidade: um jornalista veraz comporta-se com coerência;
- 3 Pouca imprecisão e discrepância entre noveis e veteranos, há altas concordâncias.

## Conceito geral[2]
Existe um debate substancial no campo da psicologia sobre o significado do "papel" na teoria dos papéis. Uma função pode ser definida como uma posição social, comportamento associado com uma posição social, ou um comportamento típico.Alguns teóricos propuseram a ideia de que os papéis são essencialmente expectativas sobre como um indivíduo deve se comportar em uma determinada situação, enquanto outros consideram que significa como os indivíduos realmente se comportar de uma determinada posição social. Outros sugeriram que um papel é um comportamento característica ou comportamento esperado, uma parte para ser jogado, ou um script para a conduta social.
Na sociologia existem diferentes categorias de papéis sociais:
- Papéis culturais: papéis à disposição na cultura (por exemplo, sacerdote).
- Diferenciação social: por exemplo, professor, motorista de táxi.
- Papéis situações específicas: por exemplo, testemunha ocular.
- Funções Bio-sociológico: por exemplo, como o ser humano comporta em um sistema natural.
- Papéis de gênero: como um homem, mulher, mãe, pai, etc.

### Limitações
A teoria dos papéis organizacionais possuem uma grande dificuldade em explicar a mudança social quando não estão de acordo com as papéis pré-estabelecidos. Por exemplo, o comportamento de um policial pode ser previsto como o de prender ladrões. Mas se um policial simplesmente começar a soltar os ladrões a teoria dos papéis seria ineficaz para explicar o por que desta ação. As 5 criticas mais comuns e conhecidas da teoria dos papéis são:
- 1 A teoria dos papéis reifica ideologias em entidades concretas, tornando um sentido de universalidade.
- 2 A teoria dos papéis coloca maior ênfase na conformidade social de questionar as políticas sociais.
- 3 O processo de socialização, como descrito pela teoria dos papéis, carece de abrangência.
- 4 O organismo humano não é suficientemente abordada na teoria dos papéis.
- 5 A teoria dos papéis promovem a noção de ocupações segmentados em vez de encerradas.

## Tipos de Papéis[7]
Na teoria dos papéis há dois tipos primários de papéis, o formal e o informal.
O formal revela-se através de políticas e posições estabelecidas pela administração superior. Você também pode se referir à situação formal como a cultura corporativa.
A informal pode ser entendida como todas as atividades e papéis que os indivíduos executam em seu cotidiano.

### Benefício dos papéis organizacionais
O principal benefício da teoria dos papéis organizacionais em uma organização é definir os padrões para entender melhor o que se espera dos líderes da organização. Em um mundo perfeito, o conflito dos papéis não é um problema porque o papel dos líderes podem ser presumidos, assim papel que os funcionários acham que os líderes devem desempenhar estão em sincronia.

### Conflitos
De acordo com a teoria do papéis, conflito entre as tarefas e atividades de uma empresa ou organização pode acontecer com os líderes quando um líder sente que deveria estar realizando um determinado papel, mas os funcionários esperam o líder para preencher um papel diferente, evitar um engano. Um conflito de papéis também pode acontecer quando os funcionários de uma empresa tem um conjunto de expectativas sobre o papel dos líderes que são diferentes do que os líderes aceitam como o seu papel.

### Equívoco
O equívoco surge quando os indivíduos analisam e reagem aos diferentes papéis com diferentes comportamentos. Enquanto um líder pode saber o que é a coisa certa a fazer, o receio de enfrentar um problema ou conflito com um empregado, por exemplo, pode inibir o líder executar o papel que ele precisaria realizar.

## Proposições[8]
A teoria dos papéis possuem as seguintes proposições:
- 1 Os indivíduos passam grande parte suas vidas como membros de grupos e organizações.
- 2 Dentro dos grupos e organizações os indivíduos passam por posições e cargos distintos.
- 3 Cada uma destas posições implica um papel, que é um conjunto de funções executadas pela pessoa para o grupo/organização.
- 4 Esses grupos muitas vezes possuem as expectativas dos papéis como normas ou regras, mesmo codificadas, que podem gerar recompensas quando os papéis são realizados com sucesso e punições quando os papéis não são realizados com sucesso.
- 5 indivíduos têm, normalmente, as suas funções e as executam em conformidade com as normas vigentes; Em outras palavras, a teoria dos papéis pressupõem que as pessoas são essencialmente conformistas, e tentam viver de acordo com as normas que acompanham os seus papéis.
- 6 Membros do grupo verificam o desempenho de cada indivíduo para determinar se ele está em conformidade com as normas; para garantirem que os outros membros atinjam um bom desempenho em seus papéis.